# بخش ریلی (باتلر کانتی، اوهایو)
بخش ریلی (به انگلیسی: Reily Township) یک منطقهٔ مسکونی در ایالات متحده آمریکا است که در شهرستان باتلر، اوهایو واقع شده‌است.
 بخش ریلی ۹۵٫۰ کیلومتر مربع مساحت و ۲٬۶۲۴ نفر جمعیت دارد و ۲۶۸ متر بالاتر از سطح دریا واقع شده‌است.